# Desync
Desync est un jeu vidéo de tir à la première personne développé par The Foregone Syndicate et édité par Adult Swim Games, sorti en 2017 sur Windows.

## Accueil
- Canard PC : 6/10[1]